# Ген Шоџи
Ген Шоџи (јап. 昌子 源; 11. децембар 1992) јапански је фудбалер.

## Каријера
Током каријере је играо за Кашима Антлерс и Тулузу.

## Репрезентација
За репрезентацију Јапана дебитовао је 2015. године. Наступао је на Светском првенству (2018. године) с јапанском селекцијом. За тај тим је одиграо 15 утакмица и постигао 1 гол.

## Статистика
| Јапан  | Јапан   | Јапан  |
| Година | Наступи | Голови |
| ------ | ------- | ------ |
| 2015.  | 1       | 0      |
| 2016.  | 1       | 0      |
| 2017.  | 8       | 1      |
| 2018.  | 5       | 0      |
| Укупно | 15      | 1      |